# Ganoderma meijiangense
Ganoderma meijiangense är en svampart som beskrevs av J.D. Zhao 1988. Ganoderma meijiangense ingår i släktet Ganoderma och familjen Ganodermataceae.   Inga underarter finns listade i Catalogue of Life.